# Bulbophyllum nagelii
Bulbophyllum nagelii är en orkidéart som beskrevs av Louis Otho Otto Williams. Bulbophyllum nagelii ingår i släktet Bulbophyllum och familjen orkidéer. Inga underarter finns listade i Catalogue of Life.